# Champigny-lès-Langres

Champigny-lès-Langres este o comună în departamentul Haute-Marne din nord-estul Franței. În 2009 avea o populație de 422 de locuitori.

## Evoluția populației
| An        | 1975 | 1982 | 1990 | 1999 | 2006 | 2009 |
| --------- | ---- | ---- | ---- | ---- | ---- | ---- |
| Populație | 398  | 445  | 418  | 443  | 435  | 422  |